# Michael Schiffner
Michael Schiffner (* 13. Juli 1949) ist ein ehemaliger deutscher Radrennfahrer und heutiger Sportlicher Leiter.

## Sportliche Laufbahn
Viermal wurde Michael Schiffner DDR-Meister: 1971 und 1972 im Mannschaftszeitfahren mit der Mannschaft des SC DHfK Leipzig, 1971 und 1974 im Kriterium. Bei den UCI-Straßen-Weltmeisterschaften wurde er 1974 als 57. hinter Karl-Dietrich Diers (20.) und Hans-Joachim Hartnick (22.) drittbester DDR-Fahrer. Bei der DDR-Rundfahrt 1975 belegte er Platz zwei. Zweimal, 1972 und 1973, gewann er Rund um Berlin. 1975 siegte er im Auswahlrennen Berlin–Bad Freienwalde–Berlin. Fünfmal von 1972 bis 1976 startete Schiffner bei der Internationalen Friedensfahrt; zwölfmal trug er das Violette Trikot des aktivsten Fahrers, 1976 belegte er in dieser Wertung Platz zwei in der Gesamtwertung. 1976 gewann er das Etappenrennen Oder-Rundfahrt.
1976 startete Schiffner (mit Hans-Joachim Hartnick, Karl-Dietrich Diers und Gerhard Lauke) im Mannschaftszeitfahren bei den Olympischen Sommerspielen in Montreal; das Team der DDR belegte Rang zehn. 1972 und 1973 wurde er Zweiter der Woche des internationalen Radsports der DDR. Schiffner siegte 1975 zum Saisonauftakt im Rennen Berlin–Bad Freienwalde–Berlin.

## Berufliches
Nach der Wende wurde Schiffner Sportlicher Leiter des Radsportteams „Bunte Berte“ und des Teams Wiesenhof. 2005 wurde er vom Team Milram wegen seiner Stasi-Vergangenheit entlassen. 2007 nahm er eine Tätigkeit beim Team Isaac auf, und 2013 wurde er Sportlicher-Leiter beim Elite-Team Ur-Krostitzer-Univega. Zudem ist er stellvertretender Abteilungsleiter Radrennsport im SC DHfK Leipzig.

## Privates
Michael Schiffner ist verheiratet mit der ehemaligen Leichtathletin Christina Heinich. Sein Vater war der ehemalige Radsportler und Radsporttrainer Werner Schiffner.